# Ribota
Ribota is een gemeente in de Spaanse provincie Segovia in de regio Castilië en León met een oppervlakte van 21,63 km². Ribota telt 41 inwoners (1 januari 2016).

## Demografische ontwikkeling
Bron: INE, 1857-2011: volkstellingen
Opm.: In 1850 werd de gemeente Aldealázaro aangehecht